# Oniscigastridae
Oniscigastridae is een familie van haften (Ephemeroptera).

## Geslachten
De familie Oniscigastridae omvat de volgende geslachten:
- Oniscigaster McLachlan, 1873
- Siphlonella Needham & Murphy, 1924
- Tasmanophlebia Tillyard, 1921